# 수리가오논족
수리가오논족(Surigaonon people)은 필리핀 민족언어학적 집단 중 가장 많은 수를 확보하고 있는 비사야 민족언어학적 집단의 일부이다. 비록 전통적으로는 세부아노족과 함께 분류되었지만, 수리가오논족은 뚜렷한 정체성을 지니고 있다. 

## 지역
수리가오논족은 민다나오섬의 동부 해안 평야, 특히 북수리가오주, 남수리가오주, 그리고 디나가트 제도주에 걸쳐 거주하고 있다. 그들은 오늘 날, 북아구산주, 남아구산주 그리고 동다바오주에도 거주하고 있다. 

## 사람
현재 수리가오논족은 북수리가오주와 남수리가오주, 그리고 북아구산주의 화자를 근거로 100만명으로 추정하고 있다.
그들의 선조들은 철기시대에 중국 남부에서 건너온 오스트로네시아어족의 이주민들이었다. 수리가오논족은 비사야 어군에 속한다. 그들의 언어는 현지어와 구절이기는 하지만 세부아노어와 매우 닮아있다. 따라서, 많은 언어학자들이 수리가오논 어를 단절된 언어라고 여기고 있다. 민다나오에 많은 세부아노족들의 정착 유입으로 인해서, 그들 또한 수리가오논어가 비사야어군이기 때문에, 세부아노어를 제2언어로 말하고 있다. 다른 언어로는 타갈로그어와 영어가 있으며, 제3언어로 사용하고 있다. 대부분의 수리가오논족들은 로마 가톨릭을 신봉하며, 그들과 가까운 타우수그족이 무슬림인데 반해서 극소수만이 무슬림을 신봉하고 있다.

## 언어

#### 수리가오논어와 세부아노어, 타우수그어 비교
아래의 표는 수리가오논어가 세부아노어보다 타우수그어에 더 상관 관계가 많음을 증명하고 있다. 
| 영어                             | 타우수그어           | 수리가오논어                                                 | 세부아노어                  |
| -------------------------------- | -------------------- | ------------------------------------------------------------ | --------------------------- |
| What is your name?               | Unu in ngān mu?      | Unu an ngayan mu?/siman ang ngayan mu?                       | Unsa ang pangan nimo?       |
| My name is Muhammad              | In ngān ku Muhammad  | An ngayan ku ay Muhammad/ Ang ngayan ko si Muhammad          | Ang pangan nako ay Muhammad |
| How are you?                     | Maunu-unu nakaw?     | Kumosta na ikaw?                                             | Na-unsa na man ka?          |
| I am fine, (too)                 | Marayaw da isab      | Madayaw da isab aku (Tandaganon) or Marajaw ako (Surigaonon) | Maayo ra ko                 |
| Where is Ahmad?                  | Hawnu hi Ahmad?      | Hain si Ahmad?/ Haman si Ahmad                               | Asa si Ahmad?               |
| He is in the house               | Ha bāy siya          | Sa bayay sija                                                | Sa balay sya                |
| Thank you                        | Magsukul             | Salamat                                                      | Salamat                     |
| ‘I am staying at’ or ‘I live at’ | Naghuhula’ aku ha    | Naghuya aku sa                                               | Nagpuyo ako sa              |
| I am here at the house.          | Yari aku ha bay.     | Jari aku sa bayay.                                           | Ni-a ko sa bay.             |
| I am Hungry.                     | Hiyapdi' aku.        | In-gutom aku./ Tag gutom aku.                                | Gi-gutom ko.                |
| He is there, at school.          | Yadtu siya ha iskul. | Jadtu sija sa iskuljahan.                                    | Tu-a sya sa iskul           |
| Person                           | Tau                  | Tau                                                          | Tawo                        |
| (Sea/River) current              | Sug                  | Suyug                                                        | Sug                         |

## 문화
수리가오논족은 세부아노족과 문화적 유사성을 가지고 있다. 스페인 제국 이전의 수리가오논족은 장식 디자인과 뽐내기를 매우 좋아했다. 대부분의 수리가오논족은 농경에 종사하고 있다. 스페인 책에서는 수리가오논족을 선하고, 복종적이지만, 근면성이 떨어진다고 기술했다. 

## 같이 보기
- 북수리가오주
- 남수리가오주